# Betatron

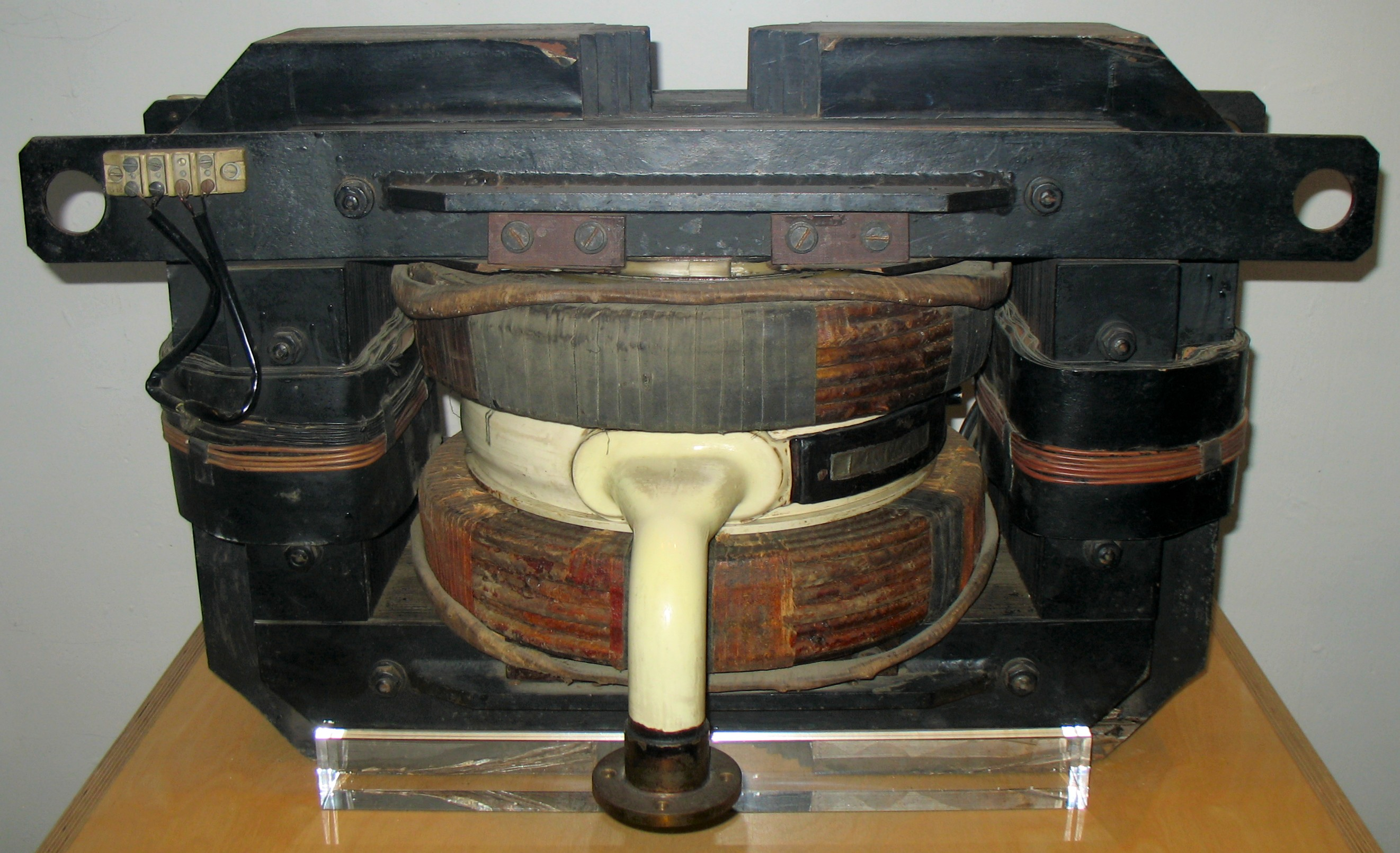
Betatron 6MeV (1942)

Een betatron of inductieversneller is een door Donald W. Kerst op de Universiteit van Illinois in 1940 ontworpen circulaire deeltjesversneller om elektronen te versnellen tot hoge energie.
Betatrons werden oorspronkelijk gebruikt in deeltjesfysica-experimenten. Doordat men de bètastraling (elektronen) op een trefplaat laat vallen, ontstaat harde röntgenstraling of gammastraling (zie Remstraling).
Een voorbeeld is het 315 MeV Betatron gebouwd in 1949 in de universiteit van Chicago. Dit had een magneetveld van 0,92 tesla en een elektronenbaan met een diameter van 2,44 m.
Moderne betatrons zijn buitengewoon compact en worden gebruikt voor industriële en medische toepassingen.
De naam "betatron" (een referentie naar de bètastraling) werd gekozen in een wedstrijd. Andere voorstellen voor de naam waren rheotron, inductron, en zelfs Ausserordentlichhochgeschwindigkeitelektronenentwickelndenschwerarbeitsbeigollitron.

## Werking
De elektronen lopen rond in een cirkelbaan binnen een vacuümbuis in het centrum van een torus, die haaks staat op een wisselend magnetisch veld. Dit wordt opgewekt door een elektromagneet gevoed door een wisselstroom. Om het werkingsprincipe te begrijpen, kan men denken aan een transformator, waarbij de - in de vacuümbuis - rondlopende elektronen een stroom in een gesloten secundaire winding vormen. Het magneetveld is zodanig dat het twee functies vervult: het houdt de elektronen in de vaste cirkelbaan door een radiale inwaartse versnelling ten gevolge van de lorentzkracht, en versnelt ze in die baan tangentiële versnelling. Als de elektronsnelheid/energie toeneemt, neemt dus ook dit magneetveld toe.
De tangentiale versnelling vindt plaats door het geïnduceerde elektrisch wisselveld dat als een golf rondloopt in de versnellingsbaan binnen de torus.
De elektronen worden versneld doordat ze herhaaldelijk een duw krijgen van de elektrische golf. Een stabiele baan voldoet aan de betrekking:
{\displaystyle \theta _{0}=2\pi r_{0}^{2}H_{0}};
waarin {\displaystyle \theta _{0}} de magnetische flux is door -en haaks op- de elektronenbaan. {\displaystyle r_{0}} is de baanstraal en {\displaystyle H_{0}} is de magnetische veldsterkte ter plaatse van de baan ({\displaystyle r_{0}}). Deze voorwaarde voor een stabiele baan wordt ook wel Betatronvoorwaarde genoemd. Hieruit volgt dat de veldsterkte door de baan de helft van de gemiddelde magnetische veldsterkte binnen de baan is.
Doordat de snelheid van de elektronen in een betatron de lichtsnelheid dicht nadert, wordt ten gevolge van de radiale versnelling (kromming van de baan) synchrotronstraling uitgezonden. Bij toenemende energie neemt de hoeveelheid straling toe en neemt het rendement onevenredig af. De maximale hoeveelheid energie wordt aldus begrensd door de uitgezonden straling.
Het “Radiation Center”, het eerste privé medisch centrum dat kankerpatiënten behandelde met een betatron, werd geopend door Dr. O. Arthur Stiennon, in een voorstad van Madison (Wisconsin)  eind jaren 50.